# Блёндюоус
Блёндюоус (исл. Blönduós) — посёлок в северо-западной части Исландии (245 км от Рейкьявика). Население — 861 человек (2016). Мэром города в настоящее время является Арнар Тоур Сайварссон.
Блёндюоус располагается на пересечении окружной дороги N1 и ледниковой реки Бланда.
Блёндюоус получил статус города в 1988 году. Старая церковь была перенесена в Блёндюоус из Хьялтабакки в 1894 году и в настоящее время находится под охраной. Новая церковь была построена в 1993 году по проекту Магги Йоунссон; алтарь проектировал Йоуханнес Кьярваль. В центре города на острове Хрутей находится одноимённый природный заказник, поэтому Блёндюоус пользуется популярностью у любителей птиц. В городе есть больница и музей текстиля.

## Галерея

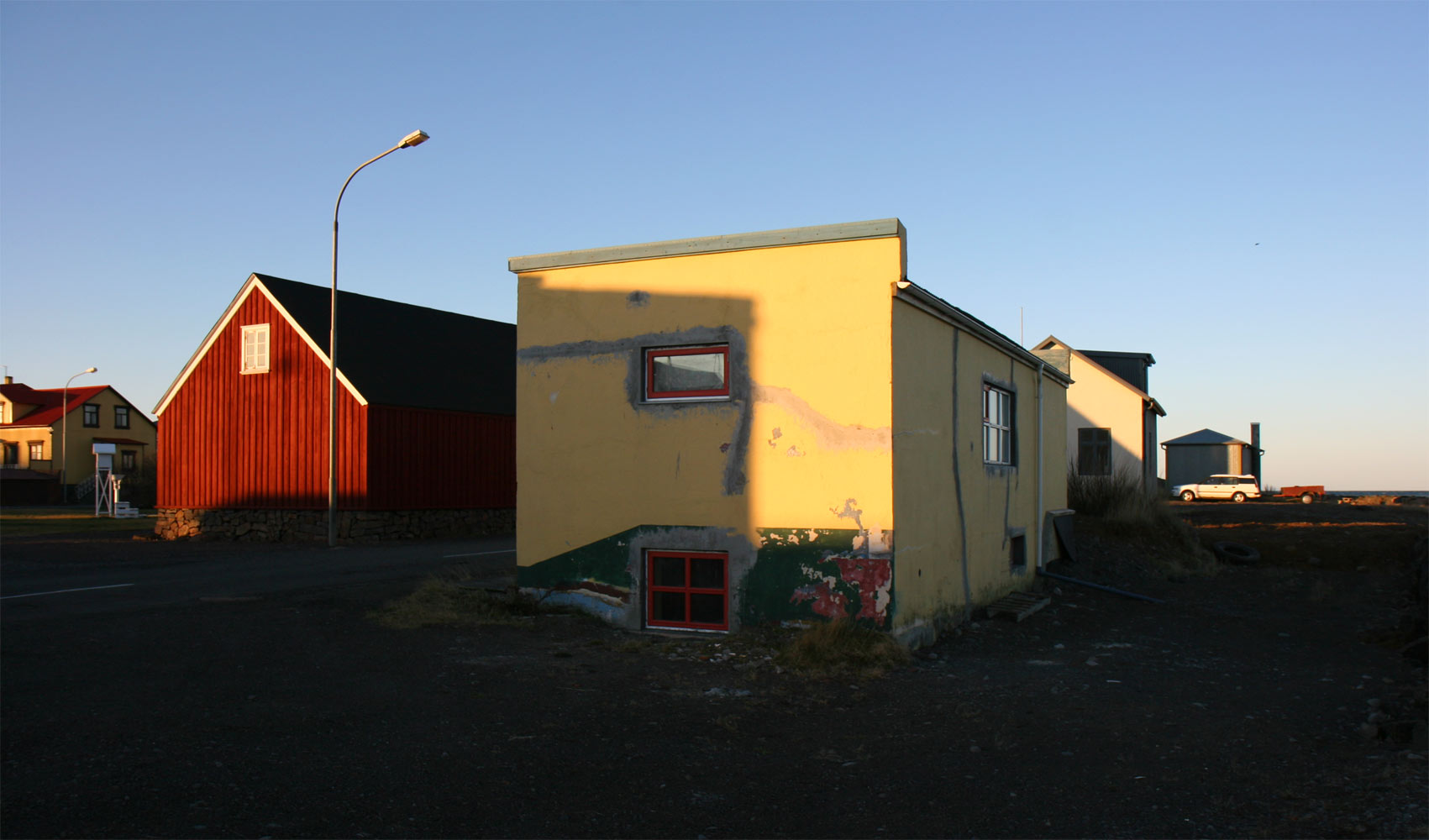
Дома в Блёндюоусе
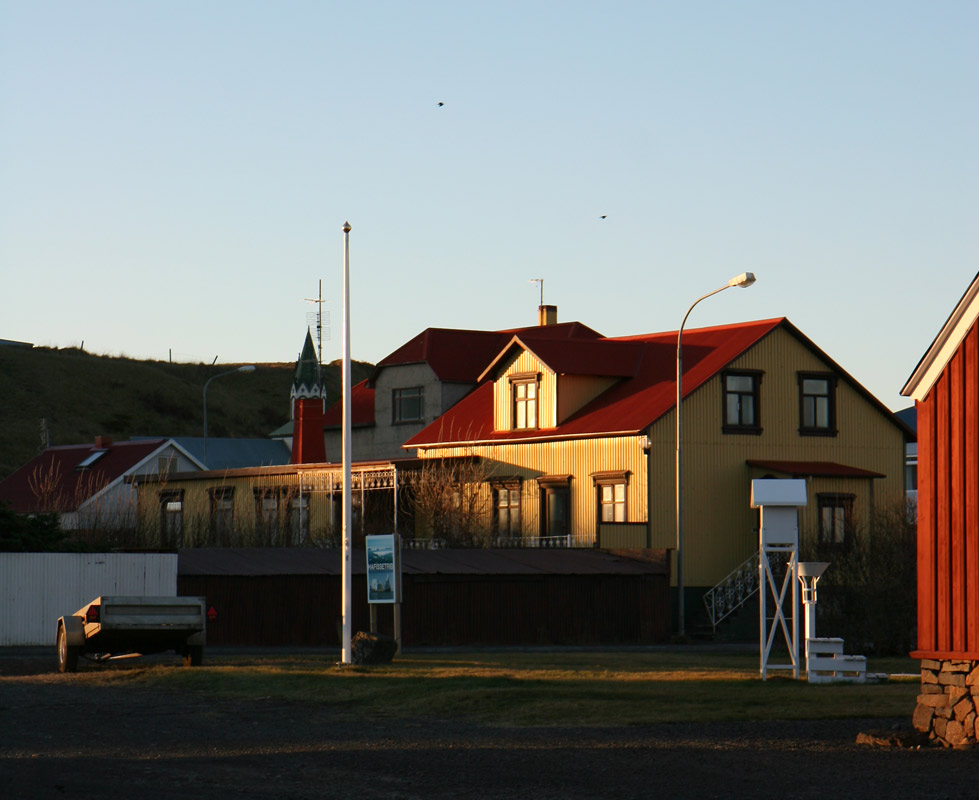
Дома в Блёндюоусе
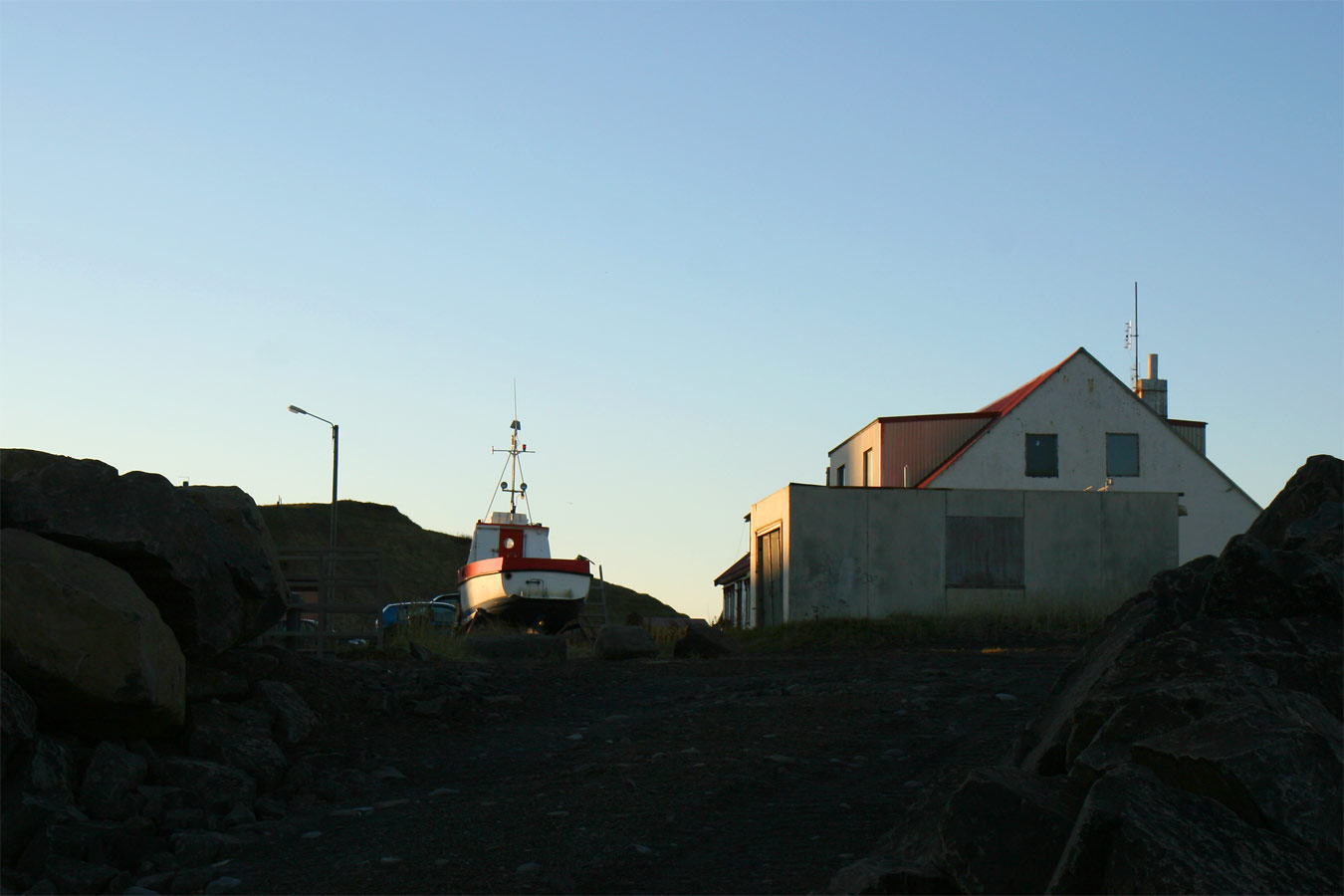
Лодка в сухом доке
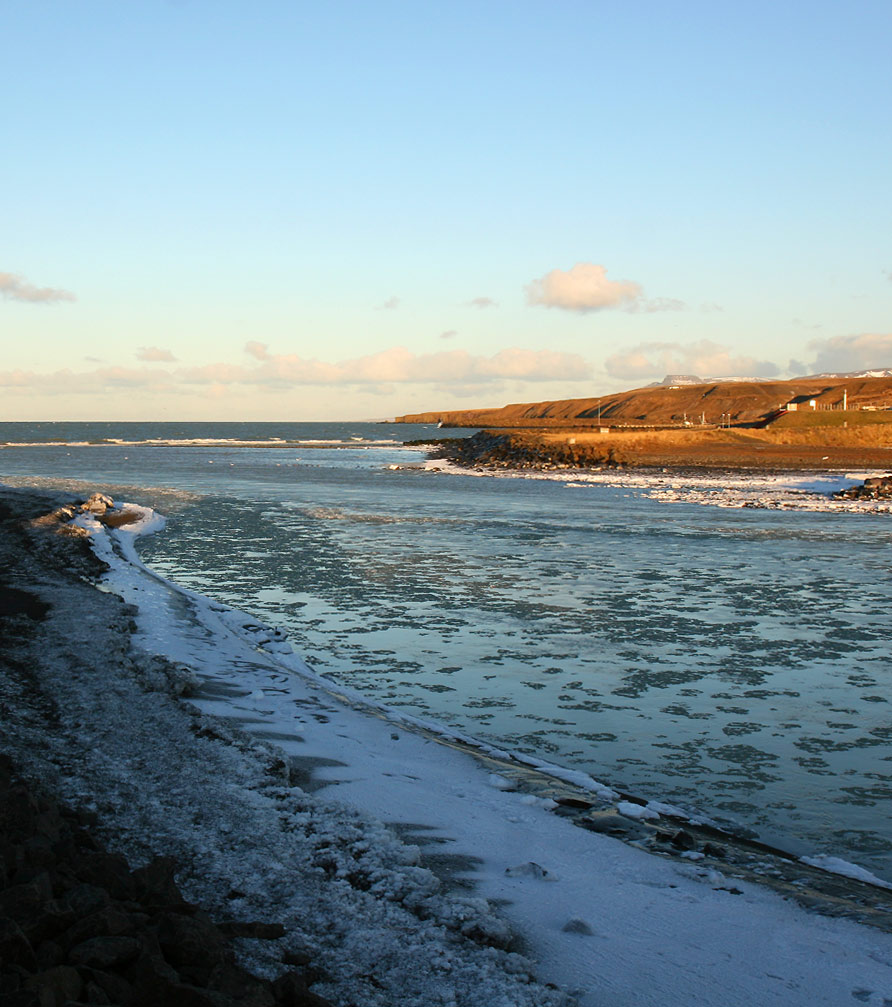
Устье реки Бланда